# Buzy
Buzy（ビズィー）は、日本の6人組女性ダンス&ボーカルグループ。関西出身。アミューズ・テイチクエンタテインメントに所属していた。レーベルはインペリアルレコード。前身のCOLOR（女性4人組、ワーナーミュージック・ジャパン）についても記載する。

## 略歴

### COLOR
1998年、宮里、當山、丹羽、門田の4人でCOLORを結成。
1999年7月28日、韓国の音楽プロデューサー・KIM CHANGHWANのプロデュースにより、シングル「DOUBLE OR NOTHING」を発売。
2000年8月23日、アルバム『Red Discs』を発売。

### Buzy
2002年、門田が大学進学のために脱退。新たに岩永、朝間、竹田の3人が加入して6人組となったのち、Buzyに改名。Buzyは 「Blend, Unique, Zipping, You just wait」を意味することになっているが、まず最初に音の響きだけでBuzyと決めたのち、その頭文字の中でカッコイイ意味を持つ単語を辞書で見付け出して後付けした、所謂バクロニムである。そのため、新藤晴一には「（You just waitの）JとWはどこへ行った？」とよくからかわれていた。
2004年3月3日、本間昭光プロデュースによりシングル「鯨」を発売。
2006年1月25日、アルバム『Buzy』を発売。
2003年 - 2006年、Buzyの活動と並行して同じ事務所のBOYSTYLE、Perfume、小野麻亜奈、喜友名星、名取愛加らと共に音楽ユニットBEE-HIVEとしても活動。当時、俗に言われていたアイドルグループとは一線を画しており、高く評価されていたがセールス自体は伸び悩み、ユリサが『ラジかる!!』に出演した際には「鳴かず飛ばずだった」と紹介された。
2006年6月末、解散。

## メンバー
全員「キャレスボーカル&ダンススクール大阪校」出身
| 名前                     | 生年月日（年齢）       | 出身地 | 身長  |
| ------------------------ | ---------------------- | ------ | ----- |
| 宮里真央 みやざと まお   | 1983年4月19日（41歳）  | 大阪府 | 159cm |
| 當山奈央 とうやま なお   | 1984年2月22日（41歳）  | 大阪府 | 168cm |
| 朝間ユリサ あさま ゆりさ | 1984年7月27日（40歳）  | 京都府 | 165cm |
| 丹羽麻由美 にわ まゆみ   | 1984年9月12日（40歳）  | 大阪府 | 167cm |
| 岩永幸子 いわなが さちこ | 1986年5月19日（38歳）  | 大阪府 | 161cm |
| 竹田侑美 たけだ ゆみ     | 1986年10月29日（38歳） | 兵庫県 | 153cm |

### 旧メンバー
| 名前                     | 生年月日（年齢）      | 出身地 | 脱退   | 備考               |
| ------------------------ | --------------------- | ------ | ------ | ------------------ |
| 門田こむぎ かどた こむぎ | 1983年4月27日（41歳） | 大阪府 | 2002年 | 父はもんたよしのり |

## 作品

### シングル
| #     | 発売日         | タイトル                           | 作詞           | 作曲          | 編曲       | 備考                                                        |
| COLOR | COLOR          | COLOR                              | COLOR          | COLOR         | COLOR      | COLOR                                                       |
| ----- | -------------- | ---------------------------------- | -------------- | ------------- | ---------- | ----------------------------------------------------------- |
| 1     | 1999年7月28日  | DOUBLE OR NOTHING                  | サエキけんぞう | KC HARMONY    | KC HARMONY | 8cmシングル                                                 |
| 2     | 1999年8月25日  | DOUBLE OR NOTHING                  | サエキけんぞう | KC HARMONY    | KC HARMONY | マキシシングル                                              |
| 3     | 1999年11月25日 | Why?                               | 戸沢暢美       | KIM CHANGHWAN | KIM WOOJIN |                                                             |
| 4     | 2000年6月21日  | One and Only                       | 岩里祐穂       | KIM CHANGHWAN | KIM WOOJIN |                                                             |
| 5     | 2001年1月24日  | Rav&Business/ あなたを愛す私を愛す | 晴一           | 本間昭光      | 本間昭光   |                                                             |
| 6     | 2001年8月8日   | 翼がなくても                       | 岸谷香         | 岸谷香        | 島田昌典   |                                                             |
| BUZY  |                |                                    |                |               |            |                                                             |
| 1     | 2004年3月3日   | 鯨                                 | 新藤晴一       | 本間昭光      | 本間昭光   |                                                             |
| 2     | 2004年7月7日   | 一人一途                           | 新藤晴一       | 本間昭光      | 本間昭光   |                                                             |
| 3     | 2005年1月26日  | Be Somewhere                       | 新藤晴一       | 本間昭光      | 本間昭光   |                                                             |
| 4     | 2005年11月9日  | パシオン                           | 新藤晴一       | 本間昭光      | 本間昭光   | ジャケットイラスト：新藤晴一 ミュージック・ビデオ：小松彩夏 |

| #        | 発売日        | タイトル                                   | 作詞       | 作曲     | 編曲     | 備考                                      |
| 當山奈央 | 當山奈央      | 當山奈央                                   | 當山奈央   | 當山奈央 | 當山奈央 | 當山奈央                                  |
| -------- | ------------- | ------------------------------------------ | ---------- | -------- | -------- | ----------------------------------------- |
| 1        | 2002年7月14日 | 廃墟の鳩                                   | 山上路夫   | 村井邦彦 | 喜多郎   | ザ・タイガースのカバー 喜多郎プロデュース |
| NAO      |               |                                            |            |          |          |                                           |
| 1        | 2003年8月6日  | あんなにあのコの事を想ってる奴はいなかった | 渡辺なつみ | 本間昭光 | 本間昭光 |                                           |

### アルバム
| #     | 発売日                      | タイトル      | プロデュース  | 備考                                                                        |
| COLOR | COLOR                       | COLOR         | COLOR         | COLOR                                                                       |
| ----- | --------------------------- | ------------- | ------------- | --------------------------------------------------------------------------- |
| 1     | 2000年8月23日               | Red Discs     | KIM CHANGHWAN |                                                                             |
| 2     | 2001年11月7日               | Love Execute  | 本間昭光      |                                                                             |
| Buzy  |                             |               |               |                                                                             |
| 1     | 2006年1月25日               | Buzy          | 本間昭光      | Buzy全シングル                                                              |
| 2     | 2011年3月30日 2021年2月17日 | Buzy（DVD付） | 本間昭光      | Buzy全曲・全ミュージックビデオ 2011年盤は東日本大震災の影響により発売日遅延 |

### タイアップ
- DOUBLE OR NOTHING - フジテレビ系ドラマ『らせん』挿入歌
- Why?（FUNKY VERSION） - よみうりテレビ・日本テレビ系アニメ『金田一少年の事件簿』オープニングテーマ
- One and Only - テレビ朝日系『ラボ・らぼーん』エンディングテーマ
- Rav&Business - テレビ朝日系『世界痛快伝説!!運命のダダダダーン!』エンディングテーマ
- あなたを愛す私を愛す - マリエール平安閣CMソング（中部地区ローカル）
- 翼がなくても - TBSテレビ系ドラマ『世界で一番熱い夏』主題歌
- 鯨 - TBSテレビ系『COUNT DOWN TV』オープニングテーマ
- Venus Say… - NHKBS2アニメ『ふたつのスピカ』オープニングテーマ
- Be Somewhere - テレビ東京系アニメ『ロックマンエグゼStream』・ニンテンドーDS『ロックマンエグゼ5DS ツインリーダーズ』オープニングテーマ
- パシオン - 名古屋テレビ系『Power jam』2005年11月エンディングテーマ
- 廃墟の鳩 - WOWOWCMソング、WOWOW『バンドオブブラザーズ』イメージソング[1][2]

## 出演

### 映画
- 恋文日和（2004年）、ユーイン役 - 當山

### テレビドラマ
- ほんとにあった怖い話「墓地の女」（2004年3月13日、フジテレビ）、主演・神崎智子役 - 竹田

## Buzy解散後の活動
L-06（ラブシックス）
ラブハンドルズのギタリスト溝下創とボーカリストNina（ニーナ、當山）の男女2人組ユニット。2006年10月頃からライブ活動を行った。
MANSAKU
NAO、MAYUMI、MAO、KAYOKO（上原香代子）、YUKINA（川田由起奈）の女性5人組音楽ユニット。2007年12月頃結成、ライブを開催した。
Addy
男女12人のミュージシャンとクリエイターで構成されるクリエイティブユニット。NAO☆（當山）がバンドのボーカルとして参加。自身で作詞・作曲も手掛けた。2009年7月、活動開始。2枚のアルバムを発売しライブを開催していたが、2012年12月29日に無期限活動停止を発表。その後、2018年6月20日に活動を再開した。
Juliet
マイコ、ユミ、ハミの女性3人組音楽ユニット。2009年8月5日にシングル「ナツラブ」を発売。また、アルバムも発売しワンマンライブを開催した。ハミが2015年12月末をもって脱退。2018年末に活動を終了した。
yurisa
朝間はyurisaとしてモデル・タレント・歌手として活動。
丹羽麻由美
ELEVENPLAYを経て東宝芸能に所属。